# Historia secreta
Historia secreta es una serie en formato documental producida por la productora argentina Cuatro Cabezas y emitida por The History Channel Hispanoamérica. Ésta es la primera producción original de la versión hispanoamericana de este canal de televisión y ha tenido bastante éxito. Hasta el momento se han emitido 33 episodios. Fue estrenada en el 2006.
El programa basa su idea en que cada ciudad tiene historias o relatos escondidos, sucesos poco conocidos o hechos totalmente desconocidos para el público en general, ya sean hechos no conocidos detrás de los principales sucesos, o tal vez historias escondidas acerca de los principales personajes de la historia de la ciudad. Cada mes, el programa revela al público general estas historias, por lo general acompañadas de entrevistas a historiadores, escritores u otros expertos en la materia que las relatan o las comentan.
Cada episodio es conducido por alguna figura oriunda de esa ciudad o del país y que sea destacada en algún sector, por lo general periodistas, actores, escritores o relatores. Algunas de estas personas han conducido también otros episodios de la serie, debido a que varias de las ciudades se encuentran en el mismo país, principalmente en México, Brasil, Argentina y Venezuela.

## Lista de episodios
Hasta el momento, se han emitido 33 episodios por la señal. Estos han sido (en orden cronológico):
2006
1. Buenos Aires (conducido por Daniel Malnatti)
2. Ciudad de México (conducido por Bruno Bichir)
3. Bogotá (conducido por "Pirry")
4. Caracas (conducido por Nelson Bustamante)
5. Santiago de Chile (conducido por Rafael Cavada)

2007
1. Panamá (conducido por Caroline Schmidt)
2. Monterrey (conducido por Julio Bracho)
3. Rosario (conducido por María Julia Oliván)
4. Medellín (conducido por Félix de Bedout)
5. Puebla (conducido por Julio Bracho)
6. Guadalajara (conducido por Julio Bracho)
7. Madrid (conducido por Juan Ramón Bonet)
8. Maracaibo (conducido por Nelson Bustamante Oropeza)
9. Ciudad de México II (conducido por Bruno Bichir)

2008
1. La Habana (conducido por Ariana Álvarez Amador)
2. Veracruz (conducido por Plutarco Haza)
3. Córdoba (conducido por Juan Di Natale)
4. Oaxaca de Juárez (conducido por Cecilia Suárez)
5. Río de Janeiro (conducido por Marcelo Tas)
6. Riviera Maya (conducido por Diego Shoening)
7. Mérida (conducido por Plutarco Haza)

2009
1. Campeche (conducido por Humberto Busto)
2. San José de Costa Rica (conducido por Marianela Cordero)
3. Sāo Paulo (conducido por Soninha Francine)
4. Montevideo (conducido por Guillermo Lockhart)
5. Isla de Margarita (conducido por Nelson Bustamante Oropeza)
6. Lima (conducido por Giovanni Ciccia)
7. Victoria de Durango (conducido por Plutarco Haza)
8. Salvador de Bahía (conducido por Pitty)
9. Quito (conducido por Paola Vintimilla)
10. Puerto Rico (conducido por Johnattan Dwayne)
11. Mazatlán (conducido por Bruno Bichir)
12. Ouro Preto (conducido por Ronaldo Fraga)

- Datos: Q3280877